# 岩鼻陣屋

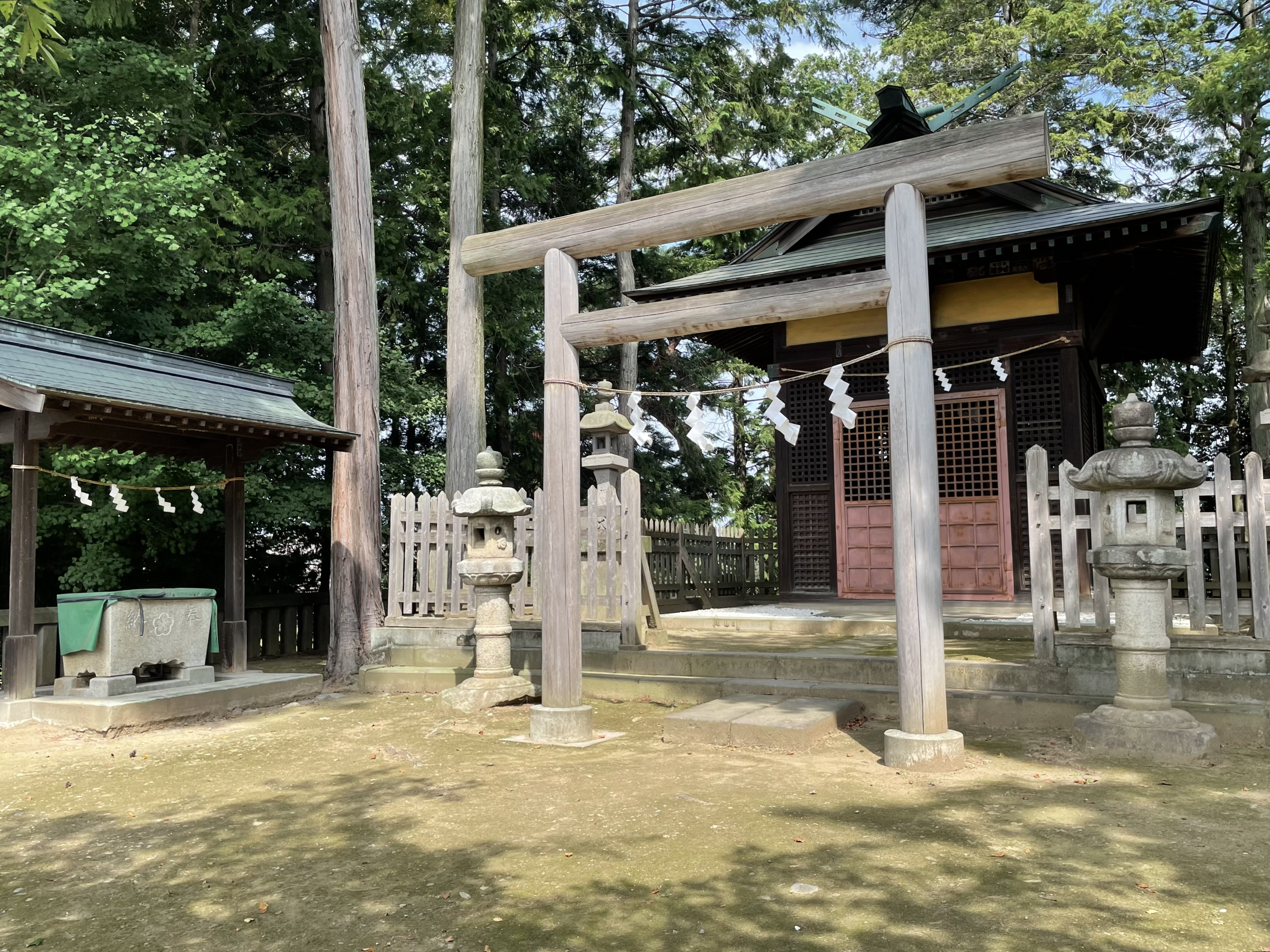
岩鼻陣屋の跡地に建つ天満宮（2022年8月）

岩鼻陣屋（いわはなじんや）は、江戸時代に上野国群馬郡岩鼻村（現・群馬県高崎市岩鼻町）にあった天領代官所（代官陣屋）。

## 概要
もともと前橋藩の領地の一部であったが寛延2年（1749年）9代藩主酒井忠恭が姫路藩に転封になったさい、当地は天領に組み入れられた。
寛政の改革において、天明の浅間焼け、天明の大飢饉によって荒廃した農村の復興が目指された。その一環として、幕府支配地域に陣屋を設置し代官を送り込み、農村の状況を把握させ臨機応変に対策を講じさせることとした。これによって吹上陣屋（栃木県栃木市）、藤岡陣屋（栃木県栃木市）、真岡陣屋（栃木県真岡市）、上郷出張陣屋（茨城県つくば市）、そして岩鼻陣屋が設置された。
寛政5年（1793年）1月23日、上野国の幕府直轄領を支配する幕府代官佐藤友五郎は、後任代官として吉川栄左衛門と近藤和四郎が就任する旨の触書を関係各村に廻した。2月6日に吉川の手付が建設予定地の調査のため管内の村々を巡回し、倉賀野城跡などの候補地の中から岩鼻村を陣屋建設地として推薦した。2月16日に佐藤から吉川・近藤に代官が交替した、22日に2人の代官は、村々の代表者を集めて岩鼻村に陣屋を建設することを明らかにした。建設工事は同年6月に完了し、7月1日から事務が開始された。両代官支配地域は上野国群馬・甘楽・勢多・利根・山田・新田・佐位・緑野郡に点在する村落で、合計5万8700石であった。
| 氏名                                 | 期間 | 家禄          | 備考                                                |
| ------------------------------------ | --- | ------------- | --------------------------------------------------- |
| 吉川栄左衛門貞寛                     | 寛政4年（1792年）8月（発令） -文化7年（1810年）11月13日                                                                                     | 20俵2人扶持   | 寛政10年まで近藤と立会支配、墓所は高崎市指定史跡    |
| 近藤和四郎                           | 寛政4年（1792年）8月（発令） -寛政10年（1798年）4月5日                                                                                      | 100俵以下     | 離任まで吉川と立会支配                              |
| 吉川栄左衛門貞幹                     | 文化8年（1811年） -文政6年（1823年） | 20俵2人扶持   | 吉川栄左衛門貞寛の養子                              |
| 山本大膳雅直                         | 文政6年（1823年） -天保13年（1842年） | 603石9斗      | 天保3年から江戸廻代官                               |
| 林部善太左衛門                       | 天保13年（1842年） -安政2年（1855年） | 70俵5人扶持   |                                                     |
| 川上金吾助                           | 安政2年（1855年） -安政4年（1857年） | 70俵2人扶持   | 岩鼻は出張陣屋扱い                                  |
| 伊奈半左衛門忠行                     | 安政4年（1857年） -文久3年（1863年） | 1000石        | 岩鼻は出張陣屋扱い                                  |
| 小笠原甫三郎義利                     | 文久3年（1863年） -慶応元年（1865年） | 15俵1人扶持   |                                                     |
| 木村甲斐守勝教 （慶応3年より飛騨守） | ※関東郡代 慶応元年（1863年） 12月1日- ※勘定奉行並在方掛 慶応3年（1867年）1月26日- ※勘定奉行 慶応3年（1867年）12月27日 -慶応4年（1868年）2月 | 100俵         | 元治元年12月2日郡代付御用 慶応元年5月25日関東郡代並 |
| 高畠弾正（五郎）                     | 慶応4年（1868年）2月 | 100俵10人扶持 | 代官                                                |

戊辰戦争中の慶応4年（1868年）3月、東山道総督府が高崎城に入り、岩鼻陣屋役人が江戸へと引き上げたことにより陣屋は無人となった。書類などは村役人経由で新政府軍への引渡しが行われた。
慶応4年（1868年）6月17日、岩鼻県が設置されたことにより、岩鼻陣屋跡に県庁が置かれた。初代知県事は彦根藩士大音龍太郎が任命された。